# Family Guy (13.ª temporada)
A décima terceira temporada de Family Guy começou a ser exibida no canal FOX dos Estados Unidos em 28 de Setembro de 2014 até 17 de maio de 2015. As estrelas convidadas para essa temporada incluem cinco dos seis dubladores principais de The Simpsons, Liam Neeson, Lea Thompson, Julie Bowen, Allison Janney, Connie Britton e Tony Sirico.
Nesta temporada a série chegará a marca de 250 episódios exibidos Family Guy Ja está renovado para a 14 Temporada sua estreia está progamada para dia 27 de Setembro de 2015.[carece de fontes?]

## Produção
A décima terceira temporada da série foi anunciada em 12 de maio de 2014.

### Crossover comOs Simpsons
Em 18 de julho de 2013 foi anunciado um episódio crossover com a série Os Simpsons, após uma certa rivalidade que houve entre as duas séries, e aparições de Dan Castellaneta em Family Guy e de Seth MacFarlane em The Simpsons nas temporadas exibidas entre 2012 e 2013. O episódio, intitulado "The Simpsons Guy", tem a duração de 45 minutos, e conta com a participação de cinco dos seis dubladores principais da série: Dan Castellaneta, Julie Kavner, Nancy Cartwright, Yeardley Smith e Hank Azaria, e foi programado para ser a estreia da temporada.
Em entrevista a Entertainment Weekly, Seth MacFarlane disse: "A chave para um bom episódio crossover varia de acordo com a interação do personagem. Pessoas querem ver Peter interagir com Homer. Eles querem ver Bart interagir com Stewie. Dessa forma, a história de um episódio crossover, enquanto ele está no ar, nunca é tão importante se comparado com os personagens interagindo uns com os outros."
A ideia de um episódio unindo as duas séries foi a primeira a surgir durante o planejamento desta temporada de Family Guy. O produtor executivo Richard Appel recebeu o "alvará do episódio" de MacFarlane após debater ideias. Os produtores executivos de The Simpsons James L. Brooks, Matt Groening e Al Jean também haviam aprovado o mesmo, uma vez que Appel tinha sido um escritor-produtor em quatro temporadas da série. Quando Appel expressou sua preocupação com a duração do episódio, MacFarlane disse que "a FOX vai ser feliz fazendo isso em uma hora de duração." O diretor e supervisor Peter Shin, um ex-artista de layout em Os Simpsons, passou um tempo ajustando os Griffins com as especificações de Springield - como o escurecimento de seus olhos para que não pareça muito brilhante - e animar a luta de oito minutos entre Peter e Homer. Appel disse que não há planos de fazer uma sequência do episódio, mas declarou: "se você adicionar 43 temporadas de The Simpsons e temperar 27 de Family Guy, alguém que está olhando para uma placa em branco vai dizer: 'Bem, os Griffins foram para Springfield... E se os Simpsons forem para Quahog?' Mais cabeças vão explodir a FOX."

## Episódios
| Nº | Nº           | Título                                        | Diretor(es)     | Escritor(es)              | Data da transmissão     | Código de produção | Audiência (em milhões) |
| Na série | Na temporada | Título                                        | Diretor(es)     | Escritor(es)              | Data da transmissão     | Código de produção | Audiência (em milhões) |
| --- | ------------ | --------------------------------------------- | --------------- | ------------------------- | ----------------------- | ------------------ | ---------------------- |
| 232 | 1            | "The Simpsons Guy"                            | Peter Shin      | Patrick Meighan           | 28 de setembro de 2014  | BACX22/BACX23      | 8,45                   |
| No episódio crossover com The Simpsons, os Griffins fazem uma viagem e pousam em Springfield, onde se encontram a família Simpson. Stewie fica fascinado com brincadeiras da escola de Bart, Lois e Marge têm uma boa relação, Lisa tenta encontrar um talento especial em Meg e Peter discute com Homer sobre qual marca de cerveja é melhor: Pawtucket ou Duff. Convidados: Dan Castellaneta, Julie Kavner, Nancy Cartwright, Yeardley Smith, Hank Azaria, H. Jon Benjamin, Julie Bowen, Adam West, Jeff Bergman e James Woods. |              |                                               |                 |                           |                         |                    |                        |
| 233 | 2            | "The Book of Joe"                             | Mike Kim        | Mike Desilets             | 5 de Outubro de 2014    | CACX01             | 3,63                   |
| Peter ajuda Joe a realizar seu sonho de ter um livro publicado, apenas para que ele torne-se escritor. Enquanto isso, Brian desenvolve uma obsessão extrema para o exercício físico. Convidados: Mason Cook, Glenn Howerton e Maya Rudolph |              |                                               |                 |                           |                         |                    |                        |
| 234 | 3            | "Baking Bad"                                  | Jerry Langford  | Mark Hentemann            | 19 de Outubro de 2014   | BACX20             | 4,74                   |
| Peter e Lois abrem uma loja de biscoitos, e Peter descobre uma nova maneira de atrair clientes para sua loja. Convidados: Connie Britton, Carl Lumbly e Ana Ortiz. |              |                                               |                 |                           |                         |                    |                        |
| 235 | 4            | "Brian the Closer"                            | John Holmquist  | Steve Marmel              | 9 de Novembro de 2014   | BACX21             | 3,63                   |
| Brian começa a fazer cirurgias estéticas, levando-o a tornar-se um agente imobiliário. Infelizmente, isso o leva a ter problemas com Quagmire. Convidados: Connie Britton, Yvette Nicole Brown e Nana Visitor. |              |                                               |                 |                           |                         |                    |                        |
| 236 | 5            | "Turkey Guys"                                 | Julius Wu       | Cherry Chevapravatdumrong | 16 de Novembro de 2014  | CACX02             | 4,46                   |
| Peter e Brian ficam bêbados e devoram o peru na noite de Ação de Graças, eles saem para encontrar um novo peru em um lugar inesperado. Enquanto isso, Chris acredita que ele é agora o homem da casa. Convidados: Lucas Grabeel e Emily Osment. |              |                                               |                 |                           |                         |                    |                        |
| 237 | 6            | "The 2000-Year-Old Virgin"                    | Joseph Lee      | Ted Jessup                | 7 de Dezembro de 2014   | CACX03             | 4,44                   |
| Depois que Peter encontra Jesus no shopping, ele fica chocado ao saber que Jesus nunca teve relações sexuais. Determinado a obter isso, Peter pede a ajuda de Cleveland, Joe e Quagmire; assim Jesus pode perder a virgindade no seu aniversário de número 2.000. Convidados: Jeff Garlin, Ana Gasteyer, Lucas Grabeel e Emily Osment. |              |                                               |                 |                           |                         |                    |                        |
| 238 | 7            | "Stewie, Chris & Brian's Excellent Adventure" | Joe Vaux        | Alex Carter               | 4 de Janeiro de 2015    | CACX04             | 5,53                   |
| Brian e Stewie voltam ao tempo com Chris para ajudá-lo na aula de história, e encontram Napoleão Bonaparte durante essa viagem. Convidados: Hank Azaria e Tony Sirico. |              |                                               |                 |                           |                         |                    |                        |
| 239 | 8            | "Our Idiot Brian"                             | John Holmquist  | Aaron Lee                 | 11 de Janeiro de 2015   | CACX05             | 4,12                   |
| Brian não consegue ser aprovado em um teste de admissão, percebendo que não possui tanta inteligência quanto acreditava possuir. Isso leva Peter a mostrar a Brian os benefícios de possuir um baixo QI. Convidados: Bruce McGill e DJ Qualls. |              |                                               |                 |                           |                         |                    |                        |
| 240 | 9            | "This Little Piggy"                           | Brian Iles      | Kristin Long              | 25 de Janeiro de 2015   | CACX06             | 3,19                   |
| Meg torna-se uma modelo que tem fetiche por pés e Stewie decide experimentar a vida fora da pré-escola. |              |                                               |                 |                           |                         |                    |                        |
| 241 | 10           | "Quagmire's Mom"                              | Greg Colton     | Tom Devanney              | 8 de Fevereiro de 2015  | CACX07             | 2,81                   |
| Quagmire fica em apuros com sua mãe quando uma festa organizada por Peter fica fora de controle. Convidados: Allison Janney e Emily Osment. |              |                                               |                 |                           |                         |                    |                        |
| 242 | 11           | "Encyclopedia Griffin"                        | Jerry Langford  | Lewis Morton              | 15 de Fevereiro de 2015 | CACX08             | 2,51                   |
| Peter começa as atividades de sua própria agência de detetives com Cleveland, Joe e Quagmire, que estão chocados ao descobrirem que Chris é um ladrão. Enquanto isso, Lois se preocupa com Chris depois que ele se envolve em um relacionamento delirante. Convidados: Nat Faxon e Allison Janney |              |                                               |                 |                           |                         |                    |                        |
| 243 | 12           | "Stewie is Enciente"                          | Steve Robertson | Gary Janetti              | 8 de Março de 2015      | CACX09             | 3,98                   |
| Depois que Brian decide que não quer mais ter amizade com Stewie, ele tenta salvar sua relação impregnando-se com o DNA de Brian. Enquanto isso Peter, Joe, Quagmire, e Cleveland fazem uma tentativa de tornar um vídeo ser mania entre os usuários da internet, ou seja, um viral. Convidado: Harvey Fierstein |              |                                               |                 |                           |                         |                    |                        |
| 244 | 13           | "Dr. C and the Women"                         | Mike Kim        | Travis Bowe               | 15 de Março de 2015     | CACX10             | 3,45                   |
| Meg torna-se popular em seu novo trabalho no aeroporto, devido a ser a mulher mais atraente do local. Enquanto isso, Cleveland obtém um novo emprego como um terapeuta, e dá conselhos de relacionamento para Peter e Lois. Peter logo cresce na relação de modo frustrado e ameaça revelar um segredo a Donna sobre os eventos de despedida de solteiro de Cleveland. |              |                                               |                 |                           |                         |                    |                        |
| 245 | 14           | "#JOLO"                                       | Julius Wu       | Artie Johann e Shawn Ries | 12 de Abril de 2015     | CACX11             | 3,11                   |
| Quando Peter descobre acidentalmente uma criança desaparecida, ele é saudado como herói da cidade. Enquanto isso, Joe sai do seu trabalho e vai para Niagara Falls para viver a vida ao máximo. Convidados: Lucas Grabeel e Lea Thompson. |              |                                               |                 |                           |                         |                    |                        |
| 246 | 15           | "Once Bitten"                                 | Joseph Lee      | Anthony Blasucci          | 19 de Abril de 2015     | CACX12             | 3,30                   |
| Brian se torna mais submisso depois de frequentar a escola de obediência, enquanto Chris percebe que seu novo amigo está usando-o para chegar perto de Meg. Convidados: Lucas Grabeel e Chris Hardwick. |              |                                               |                 |                           |                         |                    |                        |
| 247 | 16           | "Roasted Guy"                                 | Joe Vaux        | Andrew Goldberg           | 26 de Abril de 2015     | CACX13             | 3,17                   |
| Os amigos de Peter cortam relações com ele. Com seus sentimentos feridos, ele busca um refúgio ao fazer amizade com um grupo de mulheres fofoqueiras. Convidados: Cristin Milioti e T.J. Miller. |              |                                               |                 |                           |                         |                    |                        |
| 248 | 17           | "Fighting Irish"                              | ASD             | ASD                       | 3 de Maio de 2015       | CACX14             | ASD                    |
| Peter afirma que ele poderia bater Liam Neeson em uma luta, mas suas habilidades são postas à prova quando Neeson realmente aparece. Enquanto isso, Stewie está incomodado com Lois quando ela se torna uma mãe de classe e começa a dar mais atenção a outras crianças. Convidado: Liam Nesson. |              |                                               |                 |                           |                         |                    |                        |

## Episódios Previstos
| Código de Produção | Título                      |
| ------------------ | --------------------------- |
| CACX16             | "Peternormal Activity"      |
| CACX??             | "Pilling Them Softly"       |
| CACX??             | "Crip Off the Old Block"    |
| CACX??             | "Underage Peter"            |
| CACX??             | "An App a Day"              |
| DACX01             | "Candy Quahog Marshmallow!" |
| DACX02             | "Guy, Robot"                |
| DACX03             | "Peter, Chris, & Brian"     |
| DACX04             | "Peter's Sister"            |
| DACX05             | "Stand Your Brown"          |
| DACX06             | "Hot Pocket-Dial"           |
| DACX07             | "Brokeback Swanson"         |
| DACX08             | "The Peanut Butter Kid"     |
| DACX09             | "Scammed Yankees"           |
| DACX10             | "Bookie of the Year"        |
| DACX11             | "A Lot Going on Upstairs"   |
| DACX17             | "Run, Chris, Run"           |